# Radosław Kałużny
Radosław Kałużny (født 2. februar 1974 i Góra, Polen) er en polsk tidligere fodboldspiller (midtbane).
Kałużny spillede gennem sin karriere 41 kampe og scorede 11 mål for Polens landshold. Han var en del af landets trup til VM 2002 i Sydkorea og Japan, og spillede to af polakkernes tre kampe i turneringen.
På klubplan spillede Kałużny en årrække i hjemlandet, hvor han blandt andet spillede syv år for Zagłębie Lubin og tre år for Wisła Kraków. Han vandt det polske mesterskab med Wisła to gange, i henholdsvis 1999 og 2001. Senere karrieren spillede han også flere år i tysk fodbold, hvor han blandt andet var tilknyttet Energie Cottbus og Bayer Leverkusen.

## Titler
Ekstraklasa
- 1999 og 2001 med Wisła Kraków